# 东呈古佛堂
赵村观音庙，位于山西省长治市上党区韩店镇东呈村。
1986年7月，赵村观音庙公布为长治县文物保护单位。2021年8月4日，赵村观音庙公布为第六批山西省文物保护单位，编号6-148，古建筑类，年代为元、民国。